# 重庆塔
重庆塔，位于中国重庆市渝中区解放碑中央商务区。建筑与原重庆萬豪酒店相邻，并作原万豪酒店旧址的二期工程。
项目于2002年立项，并组建重庆万豪会展中心有限公司负责项目建设，但因資金問題困擾多年只建成了裙樓八層，之後爛尾至今，2011年由重慶渝杭房屋拆遷爆破有限公司拆除移平，是放棄建造還是另有設計目前未定。

## 平面功能
| 樓層     | 用途                                                 |
| -------- | ---------------------------------------------------- |
| 100－102 | 空中会所                                             |
| 86－99   | 高区高级公寓                                         |
| 71－84   | 中区上段高级公寓                                     |
| 56－69   | 中区下段高级公寓                                     |
| 41－54   | 低区高级公寓                                         |
| 26－39   | 高区辦公室                                           |
| 11－24   | 低区辦公室                                           |
| 8－10    | 酒店配套                                             |
| 1－7     | 商場                                                 |
| -2－-1   | 设备用房、商业及連接重庆轨道交通二号线较场口站的通道 |
| -5－-3   | 停車場及设备用房                                     |

## 设计方案历史
- 2000年，项目设计方案是30层，建筑总面积为9万平方米的万豪会展大厦。
- 2003年，万豪会展中心项目的高度加码到49层。
- 2005年9月29日，万豪国际金融中心项目的规划方案通过审批，大楼规划高度320.4米，72层，总建筑面积215992.96平方米。楼顶设计为直升飞机停机坪。在一期二期间将留出2100平方米的广场。
同时负五、负四、负三层将作为车库，共建有800多个停车位。整个大楼的功能布局分布为塔式高层的商务办公和公寓，以及商业裙房和金融中心。地上裙房共七层，GF层至五层为商业，六层及夹层为宴会厅、会议室等。8－22层及24－36层为办公；38层、52层及54~67层为酒店式公寓层，其他还包括会所层、设备层、技术层、4层避难层等。裙房部分的商业区域有多部电梯及自动扶梯作为主要交通工具，整个大厦设有56部电梯帮助上下。在塔楼平面区域内设有28部电梯，在塔楼核心筒区域内设计有20部电梯服务不同楼层，其中两部为消防电梯。此外，在塔楼核心筒区域附近还设计有8部电梯。
- 2005年10月27日，项目规划方案高度调整为357米，楼层数为77层，总规模约197000平方米。
其中-5层至-3层为停车场，可泊车588辆；-2层至5层是国际名品百货；6层为万豪国际会展中心，可容纳2000人的超大型国际宴会厅和多功能厅；塔楼部分为7层至74层为JW万豪管理的顶级写字间和国际服务公寓；75至77层为万豪钻石会所，顶层为商务及观光直升机停机坪。
- 2005年11月14日，万豪国际金融中心“长高”至377米，总投资20多亿元，全钢结构。